# Тель-Беер-Шева
Тель Беер-Шева (івр. תל באר שבע ; Вірсавія) — біблійний пагорб (тель) на півдні Ізраїлю.
Пагорб знаходиться на схід від Беер-Шеви, західніше бедуїнського селища Тель-Шева, північніше Неватім та південніше Омера. Він розташований на перетині доріг, що ведуть на північ у бік гори Хеврон, на схід до Юдейської пустелі і Мертвого моря, на захід у напрямку Прибережної долини і на південь в напрямку Негева і Червоного моря. Археологічні розкопки теля проводилися у 1969—1975 роках під керівництвом професора Йоханана Аароні і в 1976 році під керівництвом професора Зєева Херцога.

## Історія
Попри те, що найдавніші знахідки належать до IV тисячоліття до н. е. (періоду халколіту), Беер-Шева була покинута мешканцями в ранню бронзову добу. Приблизно дві тисячі років поселення було закинуто, але заново заселене в XI столітті до н. е.. Представники цієї давньої культури вміли плавити метал, обробляти камінь і слонову кістку, а крім того, створювали у м'яких ґрунтах унікальні для Ханаана підземні приміщення. Знахідки археологів дозволяють припустити наявність торговельних і культурних зв'язків цього району пустелі з Африкою і північною Ханааном.
Основні знахідки відносяться до IX століття до н. е. Споруди, руїни яких знайдені в тілі, були побудовані жителями Юдейського царства. Поселення відновлювалося тричі, поки не було остаточно знищено наприкінці VII століття до н. е. під час нападу вавилонян.
Економіка бєершевської культури мідного століття була побудована на вирощуванні пшениці та жита, а також на скотарстві (кози і вівці). Сліди металургійного виробництва, знайдені в Бєер-Шеві — найдавніші на території Ізраїлю.
У період свого розквіту стародавня Бєер-Шева була добре укріпленим невеликим містом, що мало 60 житлових будинків, в яких проживало близько 500 осіб.
Тель кілька разів згадується в Танаху. Перші згадки відносяться до укладення союзу між Авраамом і царем Герара Авімелехом, після того, як цар помилково взяв Сару в свій гарем. Наступна згадка у главі Толдот, після укладення союзу між Ісааком і Авімелехом. Пізніше згадується поселення знаходилося на території коліна Симеона, що знаходиться цілком в оточенні земель коліна Юди.
У часи розквіту Об'єднаного Ізраїльського царства через Негев проходила дорога з Єрусалиму до самого Еціон-Гевера (нинішній Ейлат). Негев був, як би, мостом між Індійським океаном та Середземним морем.
Розкопки відкрили укріплене місто, що існувало від епохи Суддів до руйнування Першого Храму. Виявлені також знахідки періоду еллінізму, часів царя Ірода та римської епохи. На цьому місці існувало поселення також за часів Візантії та хрестоносців, але було зруйновано і залишалося в руїнах до 1880 року, коли турки почали будувати нове місто західніше теля. Розкопки на різних часових пластах дозволили вивчити залишки юдейського міста VIII століття до н. е .. (Залізна доба).
У 2005 році Тель Бєер-Шева був внесений до списку об'єктів всесвітньої спадщини ЮНЕСКО.

## Опис
Забудова залізної доби розкопана майже повністю. Форма міста була еліпсоїдною. Місто було оточене мурами, у південній частині яких були ворота. Вулиці ділили місто на три частини, рівні за розмірами. Всі вулиці вели до центральної міської площі. Задні стіни будинків були прибудовані до міської стіни. Ворота складалися з двох камер, прибудованих до кутів будинків по обидва боки. За воротами знаходився колодязь, також оточений будівлями. Дата появи колодязя неясна: його нашарування порушені в давнину падінням верхньої частини стінок, а дно при розкопках (пройдено 28 м) не досягнуто. Він виник не пізніше VII шару, адже стоїть точно в центрі двору цього часу.
Головними будівлями міста були шість складських приміщень, на площі 600 м2, в яких було достатньо місця для зберігання продуктів, необхідних як у цивільних, так і військових цілях. Найважливіше будівля в місті це царський палац, з трьома довгими залами і системою кімнат.
У місті були дві системи подачі води: криниця поза міськими стінами і резервуар для води у самому місті, на випадок облоги. Система була побудована за часів залізної доби шляхом спорудження греблі на річці Хеврон і системи перекидання води в підземний резервуар, виритий у крейдяній скелі. Ця система використовувалася до I століття до н. е.. Глибина колодязя була 69 метрів нижче рівня поверхні.
Найраніше поселення (шар IX) відкрито тільки у південно-східній частині пагорба. Воно складалося з печер і ям різної форми, виритих в схилі пагорба, які могли використовуватися для зберігання зерна або для житла. В шарі виявлені фрагменти филистимской, краснолощеной і фарбованої кераміки (кінець XII — початок XI століть). Печери і ями залишалися основними спорудами в шарі VIII (близько середини XI століття), але знайдені сліди будівництва будівель на кам'яних фундаментах.
При розкопках також виявлені уламки вівтаря з чотирма кутовими піднесеннями. Вівтар був реконструйований з уламків. Він доводить існування храму або релігійного центру в місті. Особливо цікавими є блоки, закладені в стіну «сховища» від стінок і верхньої частини 4-рогого жертовника (на деяких з них були насічені зображення змії). Частина каміння жертівника, причому зі слідами вогню, зібрана в шарі II.
В епоху еллінізму на місці Бєер була поставлена фортеця, а в іродіанський період — великий палацовий комплекс зі службовими будівлями і лазнями. В ході розкопок виявлені залишки синагоги візантійського періоду.
Площа теля (3.09 гектар) набагато менше, ніж двох інших телей, включених разом з ним до Списку об'єктів Всесвітньої спадщини ЮНЕСКО. На цей час розкопано близько 60 % площі теля і велика частина будівель і споруд на поверхні.
У ряді ділянок, особливо в районі міських воріт, проведені роботи з реставрації стін, які були складені з глиняних блоків. ЮНЕСКО засудило реставраційні роботи, які, на її думку, знижують історичну цінність даного місця.